# Five Pianos
Five Pianos es una composición para cinco pianistas, compuesta en 1972 por el compositor estadounidense Morton Feldman. La pieza está escrita para cinco pianos y una celesta interpretada por el cuarto pianista. Los intérpretes también deben tararear notas específicas a lo largo de la composición. Se presentó por primera vez en Berlín el 31 de enero de 1972, como parte del festival Berliner Musiktage, con el compositor como uno de los pianistas tarareantes.

## Antecedentes
Inicialmente titulada Pianos and Voices, Five Pianos fue encargado de Walter Bachauer en nombre del Berliner Musiktage, cuando Feldman estaba en Berlín con una beca del Servicio Alemán de Intercambio Académico, y fue terminada el 31 de enero de 1972 en Berlín. La pieza se estrenó en Berlín el 16 de julio de 1972, en una serie de conciertos de vanguardia celebrados en Berlín Occidental del 11 al 18 de julio titulados Spiel, Klang, Elektronik, Licht. En esa ocasión, los pianistas tarareantes fueron John Cage, Cornelius Cardew, David Tudor, Frederic Rzewski y el propio Feldman. Hubo una controversia en la primera interpretación pública de la pieza, ya que un malentendido entre Cage y Feldman hizo que Cage tocara durante veinte minutos más que el siguiente intérprete más lento. El estreno en Estados Unidos tuvo lugar unos meses después, en octubre de 1972. La pieza fue publicada ese mismo año por Universal Edition.

## Estructura
La pieza está escrita para cinco pianos, además de una celesta que es tocada por el cuarto pianista. Los intérpretes también deben tararear notas específicas a lo largo de la composición. La composición de 149 compases dura alrededor de media hora en ejecutarse, aunque la naturaleza no alineada y el tempo libre de la composición puede hacer que la duración total varíe de una interpretación a otra.

La partitura consta de notas redondas que se tienen que tocar con el pedal de sostenuto presionado durante toda la pieza. Según Feldman, la duración de estas notas redondas debe continuar hasta el final del sonido de cada nota individual. A veces también se requiere que cada intérprete tararee una nota después del sonido del piano. Esta nota está marcada como una nota cuadrada en la partitura y debe tocarse muy suave y apenas audiblemente durante tres a cinco segundos. Cada pianista tiene una parte individual y se le pide que toque de forma independiente del resto, sin ningún intento de sincronización. Los pianistas comienzan a tocar a dos segundos el uno del otro al principio en diferentes tempos (elegidos por los intérpretes), sin desaparecer simultáneamente al final. Feldman describió el proceso de composición de Five Pianos de la siguiente manera:
[Five Pianos] comenzó por encontrarme tarareando tonos mientras improvisaba en el piano. Los sonidos vocales o de tarareo eran bastante cortos y, a medida que los sonidos del piano se demoraban, comencé a escuchar otros pianos, otros tarareos. Dos, tres, cuatro pianos eran demasiado transparentes: el quinto piano se volvió como el pedal borroso necesario para completar el sonido general que buscaba. Se agregó una celesta ocasional para darle a la música una superficie más acentuada (o más brillante) que emerge y desaparece a lo largo de la obra. Un ostinato recurrente que se escucha en todos los pianos (la figura nunca se repite en el mismo tempo) es otro aspecto de una "superficie" que aparece y se disuelve en este lienzo bizantino casi plano. 

- Nota de programa para el estreno estadounidense de Five Pianos, Morton Feldman 
Five Pianos también es bien conocida por un motivo específico, una scala enigmatica repetida por cada pianista en diferentes tempos especificados en cada compás que contiene el motivo: